# Список земноводних Болгарії
Цей список є списком видів земноводних, спостережених на території Болгарії. Болгарія — це країна на південному сході Європи, повністю розташована на Балканському півострові. У Болгарії мешкають 22 види земноводних, з них дев'ять видів тритонів і саламандр з однієї родини Salamandridae, а також 13 видів жаб з п'яти родин — Bombinatoridae, Bufonidae, Hylidae, Pelobatidae і Ranidae.
Основи болгарської герпетології були закладені в кінці 19 століття вчителем Василем Ковачевим, який опублікував низку статей на цю тему та книгу «Герпетологічна фауна Болгарії» 1912 року. У 1930-40-х роках зоолог Іван Буреш та його соратник Йордан Цонков провели глибокі дослідження різноманітності та поширення видів земноводних та рептилій в країні. У другій половині 20 століття провідним болгарським герпетологом був д-р Володимир Бешков.

## РядХвостаті(Caudata)

### РодинаСаламандрові(Salamandridae)
| Види                    | Українська назва                | Поширення в Болгарії | Статус МСОП | Зображення |
| ----------------------- | ------------------------------- | --- | ----------- | ---------- |
| Lissotriton graecus     | Гладкий тритон грецький         | Сандансько-Петрицька долина та гора Беласиця                                                                                             | NE          |            |
| Lissotriton schmidtleri | Гладкий тритон Шмідтлера        | Трапляється в південно-східній Болгарії, до 1500 м висоти                                                                                | NE          |            |
| Lissotriton vulgaris    | Тритон звичайний                | Зустрічається по всій країні, до 1500 м висоти;                                                                                          | LC          |            |
| Mesotriton alpestris    | Тритон гірський                 | Найбільш поширений у горах Рила та західні Родопи ; поодинокі популяції в Західних Балканах, центральній Средній-Горі та Осогові         | LC          |            |
| Salamandra salamandra   | Саламандра вогняна              | Вологі лісисті ділянки в горах, здебільшого відсутній на Дунайській та Верхньофракійській рівнині                                        | LC          |            |
| Triturus cristatus      | Тритон гребінчастий             | Вперше виявлений у Болгарії в 2005 році; знайдений в Західних Балканських горах поблизу Враці, яка є його найпівденнішою частиною ареалу | LC          |            |
| Triturus dobrogicus     | Тритон дунайський               | Зустрічається в річці Дунай і нижній течії її приток                                                                                     | NT          |            |
| Triturus ivanbureschi   | Тритон балкансько-анатолійський | Поширені в країні до 1500 м висоти; відсутний у річці Дунай та нижній течії її приток                                                    | NE          |            |
| Triturus macedonicus    | Тритон македонський             | Гора Слов'янка на південному заході Болгарії                                                                                             | NE          |            |

## РядБезхвості(Anura)

### РодинаКумкові(Bombinatoridae)
| Види              | Українська назва    | Поширення в Болгарії                                                                        | Статус МСОП | Зображення |
| ----------------- | ------------------- | ------------------------------------------------------------------------------------------- | ----------- | ---------- |
| Bombina bombina   | Кумка червоночерева | Трапляється в низинах до 250 м висоти: річки Дунай, Верхня Фракія та узбережжя Чорного моря | LC          |            |
| Bombina variegata | Кумка жовточерева   | У Пирині та на Балканах                                                                     | LC          |            |

### РодинаРопухові(Bufonidae)
| Види         | Українська назва | Поширення в Болгарії                                                              | Статус МСОП | Зображення |
| ------------ | ---------------- | --------------------------------------------------------------------------------- | ----------- | ---------- |
| Bufo bufo    | Ропуха звичайна  | Трапляється по всій країні, до 1300 м висоти                                      | LC          |            |
| Bufo viridis | Ропуха зелена    | Трапляється по всій країні, до 1200 м висоти; зафіксовано в Рилі на висоті 2000 м | LC          |            |

### РодинаРайкові(Hylidae)
| Види         | Українська назва | Поширення в Болгарії                                                              | Статус МСОП | Зображення |
| ------------ | ---------------- | --------------------------------------------------------------------------------- | ----------- | ---------- |
| Hyla arborea | Райка деревна    | Трапляється по всій країні, до 1300 м висоти; зафіксовано в Рилі на висоті 2300 м | LC          |            |

### РодинаЧасничницеві(Pelobatidae)
| Види               | Українська назва     | Поширення в Болгарії | Статус МСОП | Зображення |
| ------------------ | -------------------- | --- | ----------- | ---------- |
| Pelobates fuscus   | Часничниця звичайна  | Зустрічається в районах вздовж річки Дунай, найпівнічнішого узбережжя Чорного моря, а також в окремих популяціях у Софійській долині | LC          |            |
| Pelobates syriacus | Часничниця сирійська | Зустрічається в районах вздовж річки Дунай, усього узбережжя Чорного моря, Верхньо-Фракійської рівнини та південної долини Струми    | LC          |            |

### РодинаЖаб'ячі(Ranidae)
| Види                      | Українська назва | Поширення в Болгарії                                                                                                  | Статус МСОП | Зображення |
| ------------------------- | ---------------- | --- | ----------- | ---------- |
| Pelophylax kl. esculentus | Жаба їстівна     | Зустрічається вздовж річки Дунай і нижньої течії її приток, а також уздовж узбережжя Чорного моря                     | LC          |            |
| Pelophylax lessonae       | Жаба ставкова    | Найзахідніші райони вздовж болгарського берега Дунаю                                                                  | LC          |            |
| Pelophylax ridibundus     | Жаба озерна      | Зустрічається по всій країні, до 1300 м висоти; записаний у Беласиці на висоті 2000 м                                 | LC          |            |
| Rana dalmatina            | Жаба прудка      | Зустрічається по всій країні, до 1200 м висоти, з окремими записами до 2000 м                                         | LC          |            |
| Rana graeca               | Жаба грецька     | Зустрічається в південно-західній Болгарії                                                                            | LC          |            |
| Rana temporaria           | Жаба трав'яна    | Зустрічається переважно в горах, між 1000 і 2000 м висоти: Балканські гори, Рила, Пирин, Витоша, Осогово, гори Родопи | LC          |            |